# Milan Křístek
Milan Křístek (* 9. září 1969) je český manažer.

## Životopis
Vystudoval obor technická kybernetika na Českém vysokém učení technickém v Praze (promoval roku 1993) a poté ještě absolvoval studium na Sheffield Hallam University a vzdělávací kurz na London Business School. Zaměstnán byl ve společnosti AMOS company, odkud roku 1996 přešel do IBM. Tam vydržel jeden rok a pak přešel do SPT Telecom, jenž se posléze přetransformoval na Český Telecom (dnes Telefonica Czech Republic). Roku 2001 přešel do firmy T-Mobile Czech Republic a od 1. listopadu 2012 působil v pozici předsedy představenstva a generálního ředitele Dopravního podniku hlavního města Prahy. Na tuto funkci se 24. září 2013 rozhodl rezignovat s tím, že odejít by měl ke konci listopadu. Dozorčí rada podniku jeho rezignaci přijala, ale rozhodla, že jej odvolá hned, tedy k 26. září. Jeho nástupcem se stal Jaroslav Ďuriš, který dosud vedl obdobný podnik v Českých Budějovicích. Do funkce nastoupil 7. října a do té doby (od Křístkova odchodu do Ďurišova nástupu) řídila pražský podnik jeho místopředsedkyně představenstva a ekonomická ředitelka Magdalena Češková.